# Arhopala elagabulus
Arhopala elagabulus är en fjärilsart som beskrevs av Hans Fruhstorfer 1934. Arhopala elagabulus ingår i släktet Arhopala och familjen juvelvingar. Inga underarter finns listade i Catalogue of Life.